# Universidad Tecnológica de la Sierra Hidalguense
La Universidad Tecnológica de la Sierra Hidalguense (UTSH) es una institución pública de educación superior ubicada en la ciudad de Zacualtipán, en el Estado de Hidalgo, México.

## Historia
La UTSH se fundó el 11 de noviembre de 1997 con carácter de organismo público descentralizado del Gobierno del Estado de Hidalgo, iniciando con tres carreras (TSU en Contabilidad Corporativa, TSU en Mecánica y TSU en Procesos Industriales).

## Oferta educativa
La oferta educativa de la Universidad Tecnológica de la Sierra Hidalguense es:
- Técnico Superior Universitario
  - Manejo Sustentable de los recursos naturales
  - Procesos industriales
  - Mantenimiento industrial
  - Mecánica
  - Tecnologías de la información
  - Desarrollo e innovación empresarial
  - Diseño y moda industrial
  - Terapia física
  - Contaduría

- Ingenierías
  - Desarrollo e Innovación Empresarial,
  - Metal-Mecánica
  - Industrial
  - Diseño Textil y Moda
  - Mantenimiento Industrial
  - Manejo Sustentable de Recursos Naturales
  - Tecnologías de la Información y Comunicación

- Licenciaturas
  - Terapia Física
  - Contaduría

## Campus
En cuanto a la infraestructura se encuentra ubicada en Zacualtipán, se tiene una Unidad de Docencia Tipo 2 niveles el cual se construyó en el año 1997, un edificio tres Niveles (año 2000), Laboratorio pesado de 7 entre ejes (1997 y 1998), Laboratorio de concreto de 6 entre ejes (2002), cafetería y caseta (2003). La capacidad instalada es de 1200 personas.